# GullChess
GullChess ou Gull est un moteur d'échecs open source, appartenant au domaine public, utilisant le protocole UCI, développé par Vadim Demichev. Ce logiciel a été inspiré par d'autres moteurs du domaine public notamment par Ivanhoe de la famille Ippolit et par Strelka . 
Le 25 juin 2016, Gull 3 a un classement Elo de 3 199 derrière Komodo, Stockfish, Houdini et Fire. 

## Versions
| Version  | Date de parution  | Description                                                                                   |
| -------- | ----------------- | --------------------------------------------------------------------------------------------- |
| 1.0      | 17 septembre 2010 |                                                                                               |
| 1.0a     | 25 septembre 2010 |                                                                                               |
| 1.1      | 12 novembre 2010  |                                                                                               |
| II beta2 | 18 juillet 2012   |                                                                                               |
| II       | 20 décembre 2012  |                                                                                               |
| 2.1      | 18 juin 2013      | La fonction d’évaluation est améliorée                                                        |
| 2.2      | 11 septembre 2013 |                                                                                               |
| 2.3      | 17 octobre 2013   |                                                                                               |
| 2.8 beta | 21 février 2014   | La fonction d'évaluation est ré-écrite                                                        |
| 3.0      | 17 juillet 2014   | Optimisation de la fonction d'évaluation, amélioration de la connaissance des Finales, Syzygy |